# Rosselló
|  | Aquest article tracta sobre la comarca nord-catalana. Vegeu-ne altres significats a «Rosselló (desambiguació)». |

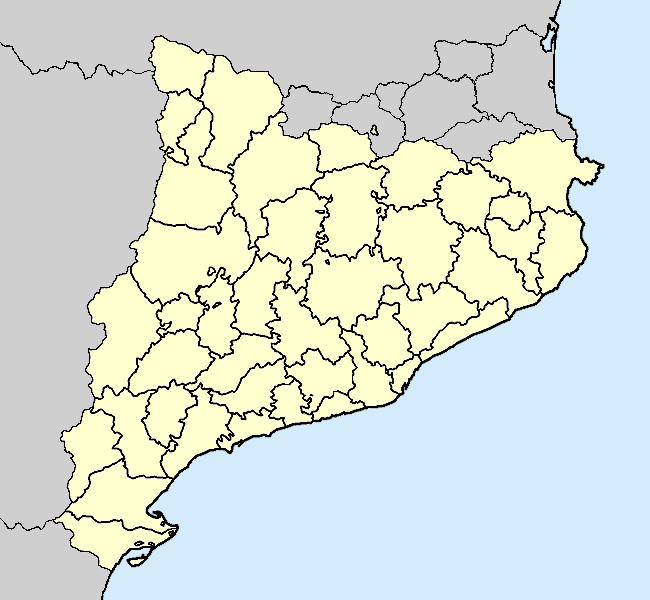
Mapa de Catalunya i de les comarques històriques

El Rosselló és una comarca històrica catalana administrativament a l'extrem sud-oriental de l'estat francès. Perpinyà, la ciutat més important i capital, també és la ciutat més important de la Catalunya del Nord. Confronta amb les comarques catalanes de l'Alt Empordà, el Vallespir i el Conflent, i al nord amb Occitània.
És també el nom que ha estat triat per les autoritats franceses per a definir el conjunt de la Catalunya del Nord al si de la Regió francesa de Llenguadoc-Rosselló (Languedoc-Roussillon), fins al 2015. Del 2016 ençà la regió ha estat ampliada amb altres departaments francesos i denominat, contra el parer de la majoria de nord-catalans, simplement Occitània. Moltes comunes nord-catalanes reivindiquen la presència del terme català en el nom de la nova regió i per això han posat en els cartells oficials d'entrada als pobles l'afegitó de País català.
En realitat, el Rosselló és només una de les cinc comarques (l'Alta Cerdanya, el Capcir, el Conflent, el Rosselló i el Vallespir) que formen la Catalunya Nord, també anomenada Catalunya del Nord, o —en francès— Catalogne (du) Nord o a vegades Catalogne française, i que representa la quasi totalitat del Departament dels Pirineus Orientals (Pyrénées-Orientales).
El Rosselló té una extensió de 1.498 km². El 2023 el Rosselló tenia 421.425 habitants, amb una densitat de 281,3 persones per km². Perpinyà concentra gairebé un quart de la població de la comarca amb els seus 119.447 habitants. Set municipis superen els 10.000 habitants: Canet de Rosselló (12.916), Sant Esteve del Monestir (11.805), Sant Cebrià de Rosselló (11.188), Argelers (10.844), Cabestany (10.580), Pià (10.436) i Sant Llorenç de la Salanca (10.173).
El Rosselló, amb les altres comarques de la Catalunya Nord, va ser separada de la resta de Catalunya el segle xvii, com a resultat de la derrota catalana a la guerra dels Segadors. Amb el tractat dels Pirineus, Espanya es va veure obligada a cedir-la a França, fet que va significar l'esquarterament del Principat de Catalunya.
La dita diu: Al Rosselló a cada mata, un traïdor.

## Geografia
El Rosselló és una plana oberta al mar i voltada de serres, com la plana bessona de l'Empordà, cosa que dona lloc a una colla de paisatges diferents i subcomarques individualitzades:
- La Plana del Rosselló o de Perpinyà és la rodalia de la capital de la comarca.

- El Riberal del Tet és la part de la plana al voltant de la Tet, entre Perpinyà i el Conflent i és una zona dedicada tradicionalment al regadiu.

- La Salanca s'estén entre l'Estany de Salses, al límit nord de la comarca, i la Tet, i deu el seu nom a la presència de crostes salines al terreny. El risc de salinització dels aqüífers per la seva explotació excessiva causada pel turisme hi és un problema.

- Els Aspres, muntanyes esquistoses i arrodonides que fan de transició entre la plana i el Canigó. El Nomenclàtor toponímic de la Catalunya del Nord del 2007[3] l'eleva a la categoria de comarca.

- Les Corberes, únic testimoni del Prepirineu nord a Catalunya, forma un paisatge sec a causa de l'efecte de la tramuntana i a la naturalesa calcària de la roca, que dona lloc a un modelat càrstic que fa que l'aigua s'escoli. La subcomarca és compartida entre el Rosselló, la Fenolleda i un petit tros de l'Aude.

- Els pobles costaners de la Marenda o Costa Vermella; és a dir, Cotlliure, Banyuls de la Marenda, Portvendres i Cervera de la Marenda. Argelers, denominat també de la Marenda, comparteix algunes característiques de la Marenda amb altres de la Plana del Rosselló.

- L'Albera és la zona al voltant de la mateixa serra.

## Etimologia
El nom Rosselló deriva de Ruscino, nom preromà d'una població que existia a la dita comarca, prop de la desembocadura del riu dit La Tet, i de la qual encara resten ruïnes anomenades Castell Rosselló. Apareix el 1168 com a Rosseilon (Alart, RLR III, 290), el 1172 Rossilion (Repertori toponímic de Pere Ponsich, 1980, 49).

## Municipis del Rosselló
El Rosselló està conformat per 95 municipis repartits en sis subcomarques.

## Galeria

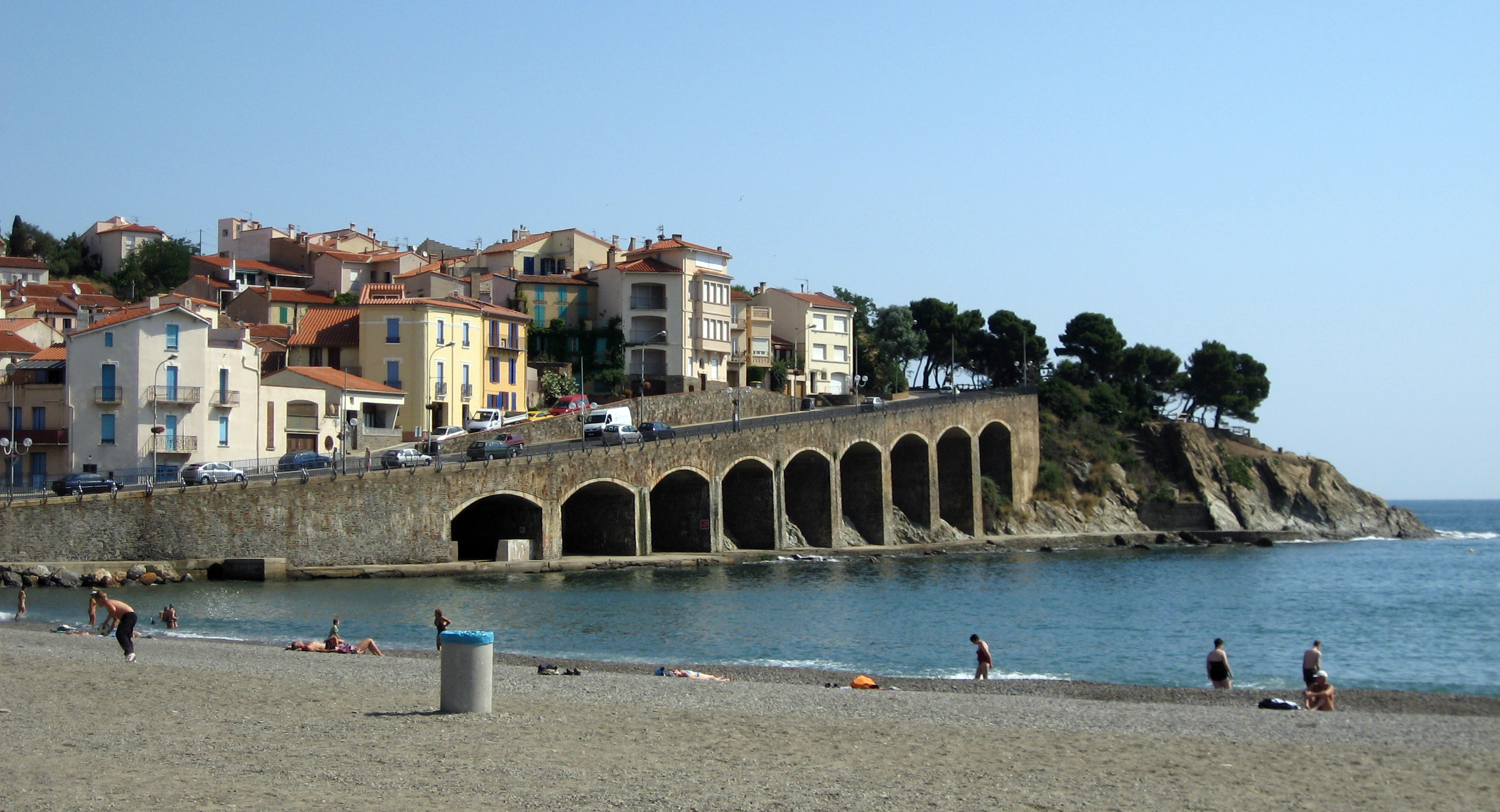
Banyuls de la Marenda
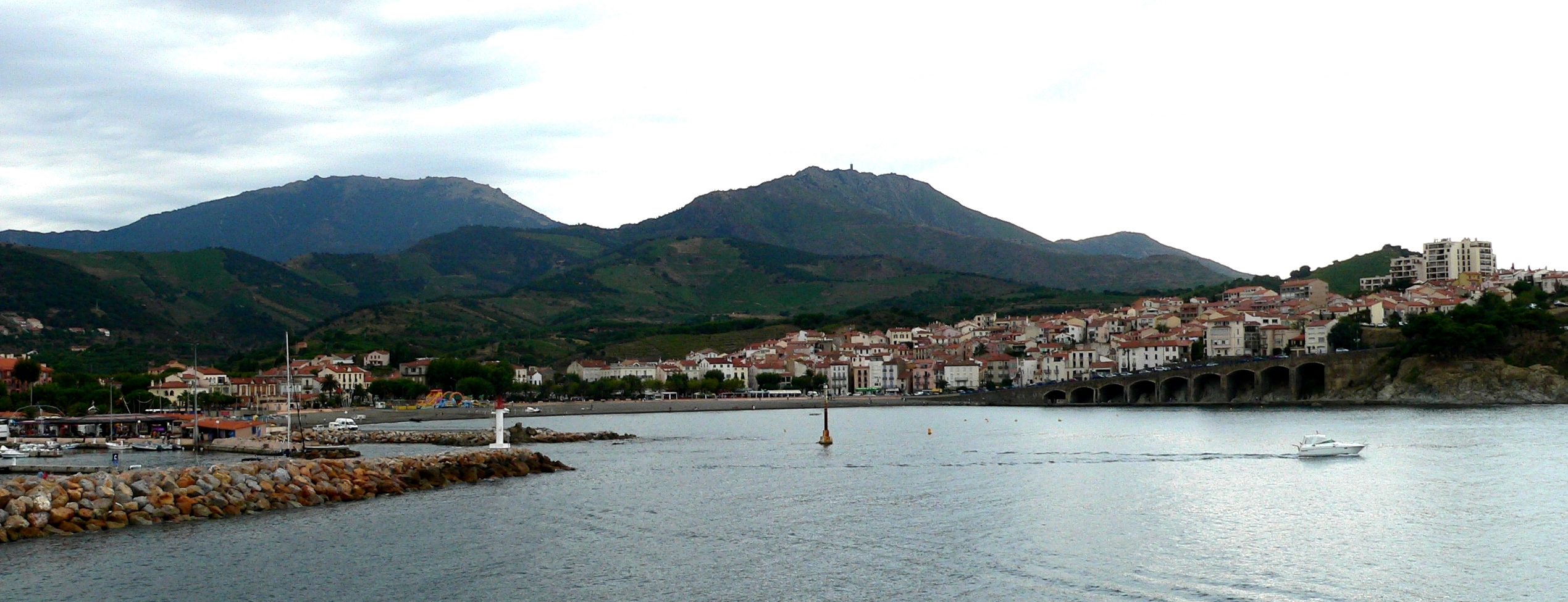
Banyuls de la Marenda
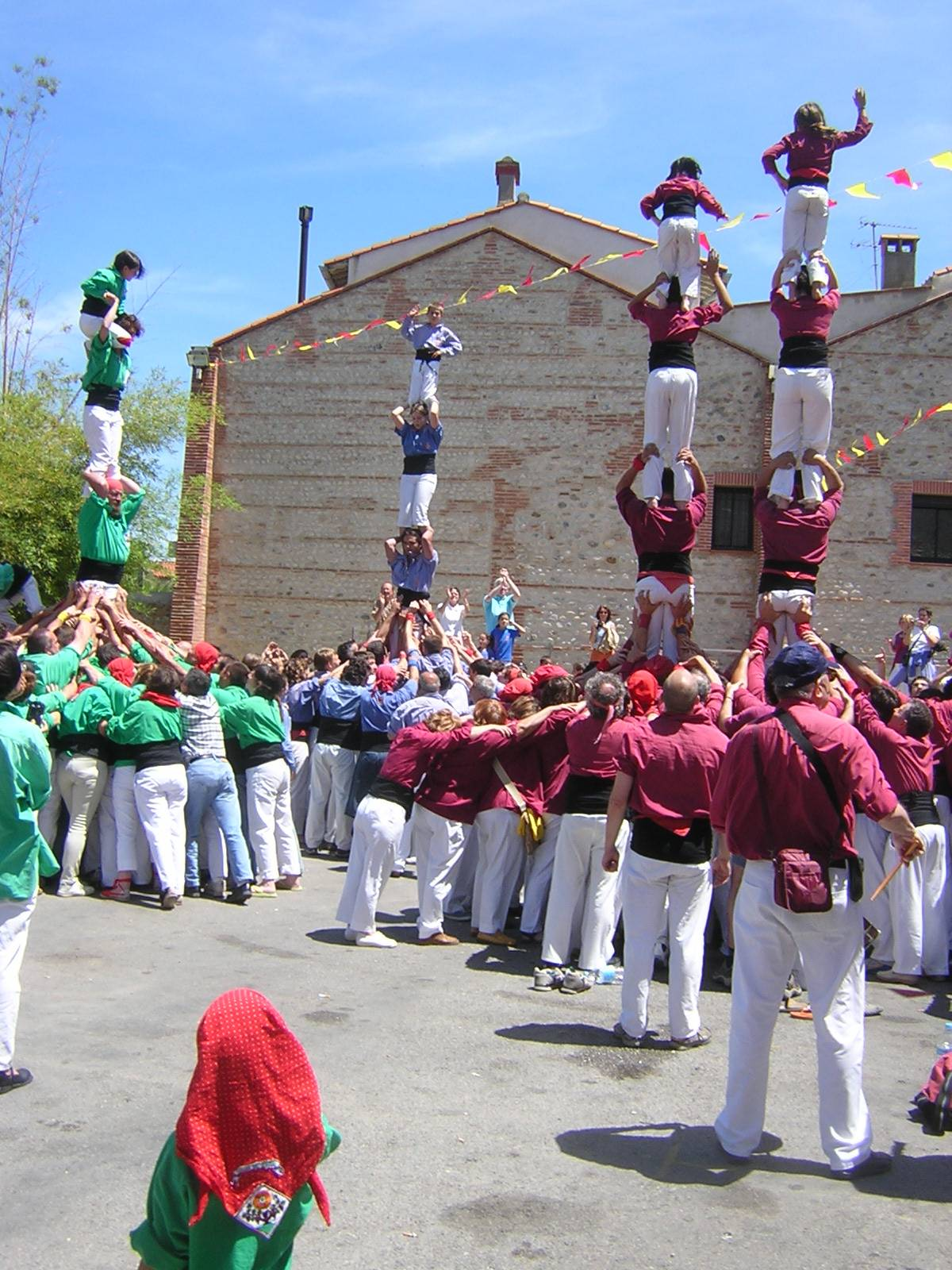
Actuació castellera a Baó
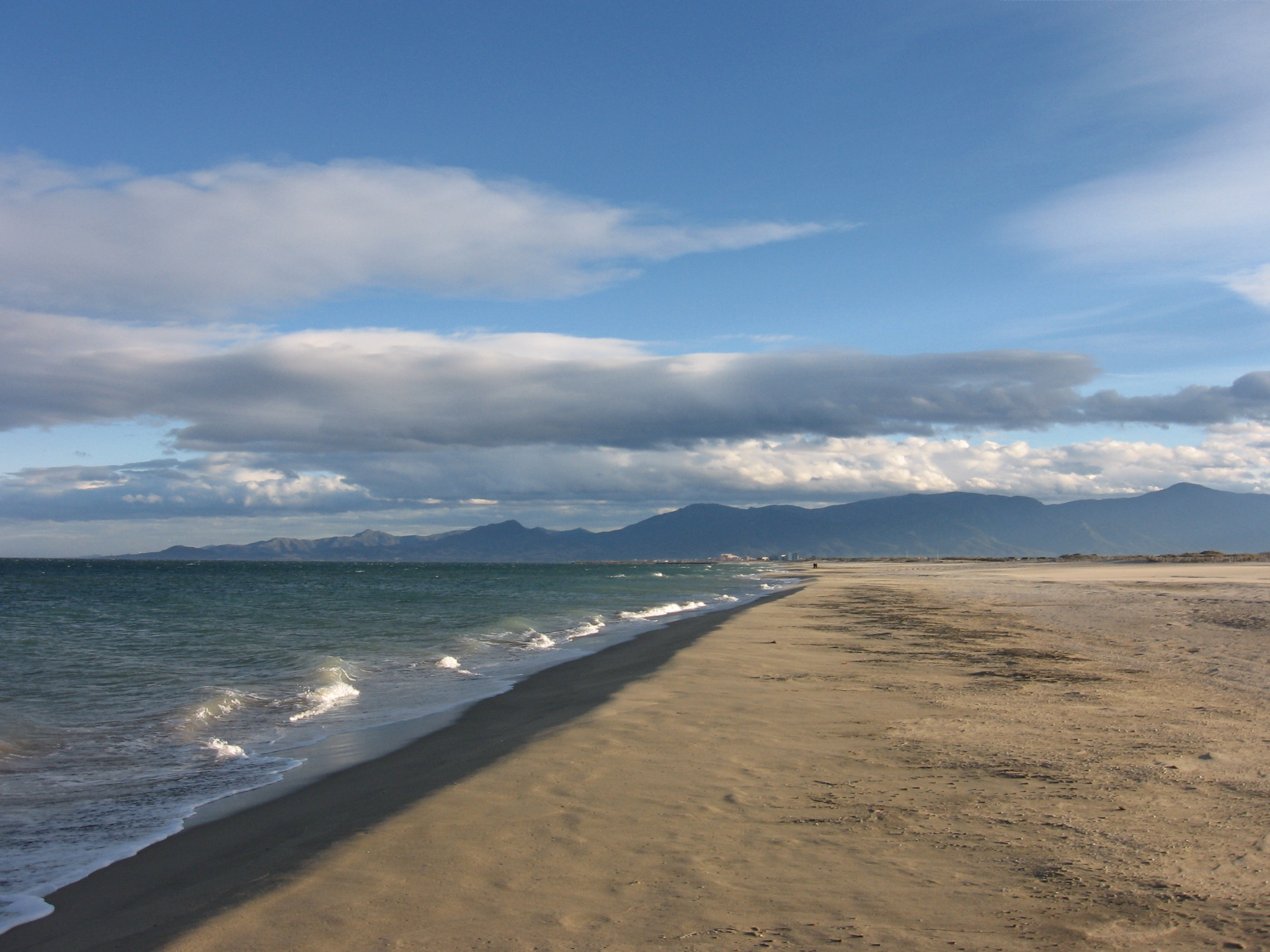
La platja de Canet
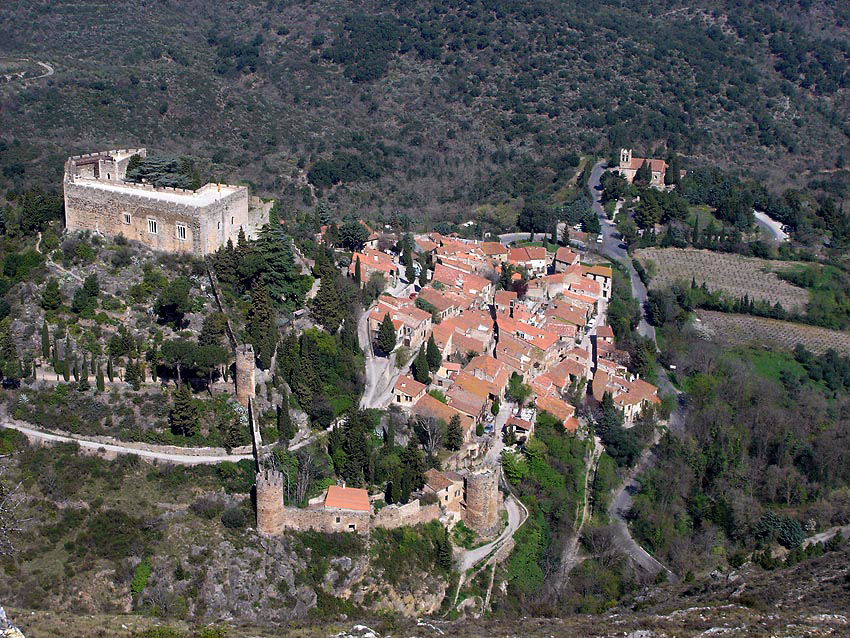
Castellnou dels Aspres, als Aspres
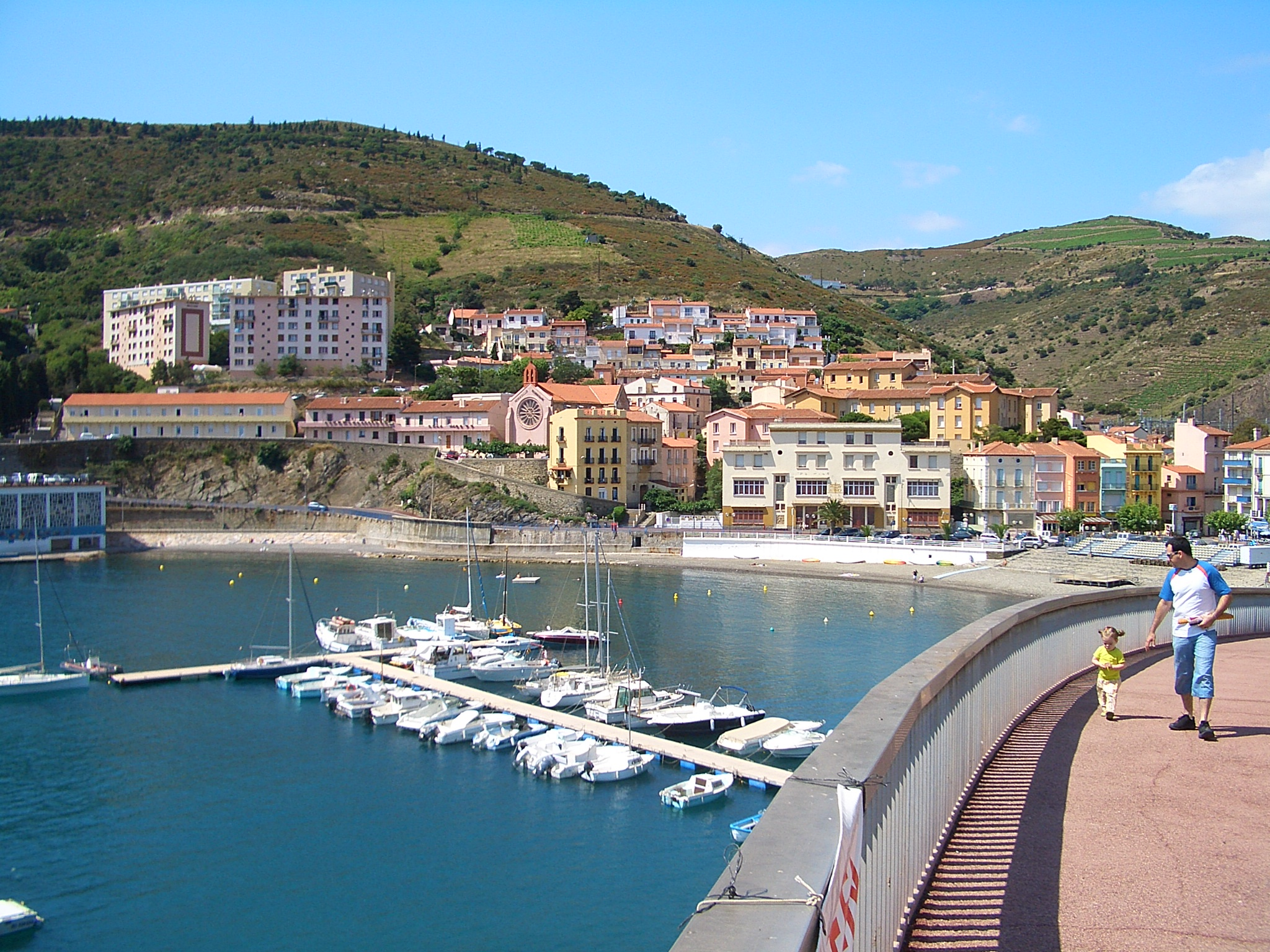
Cervera
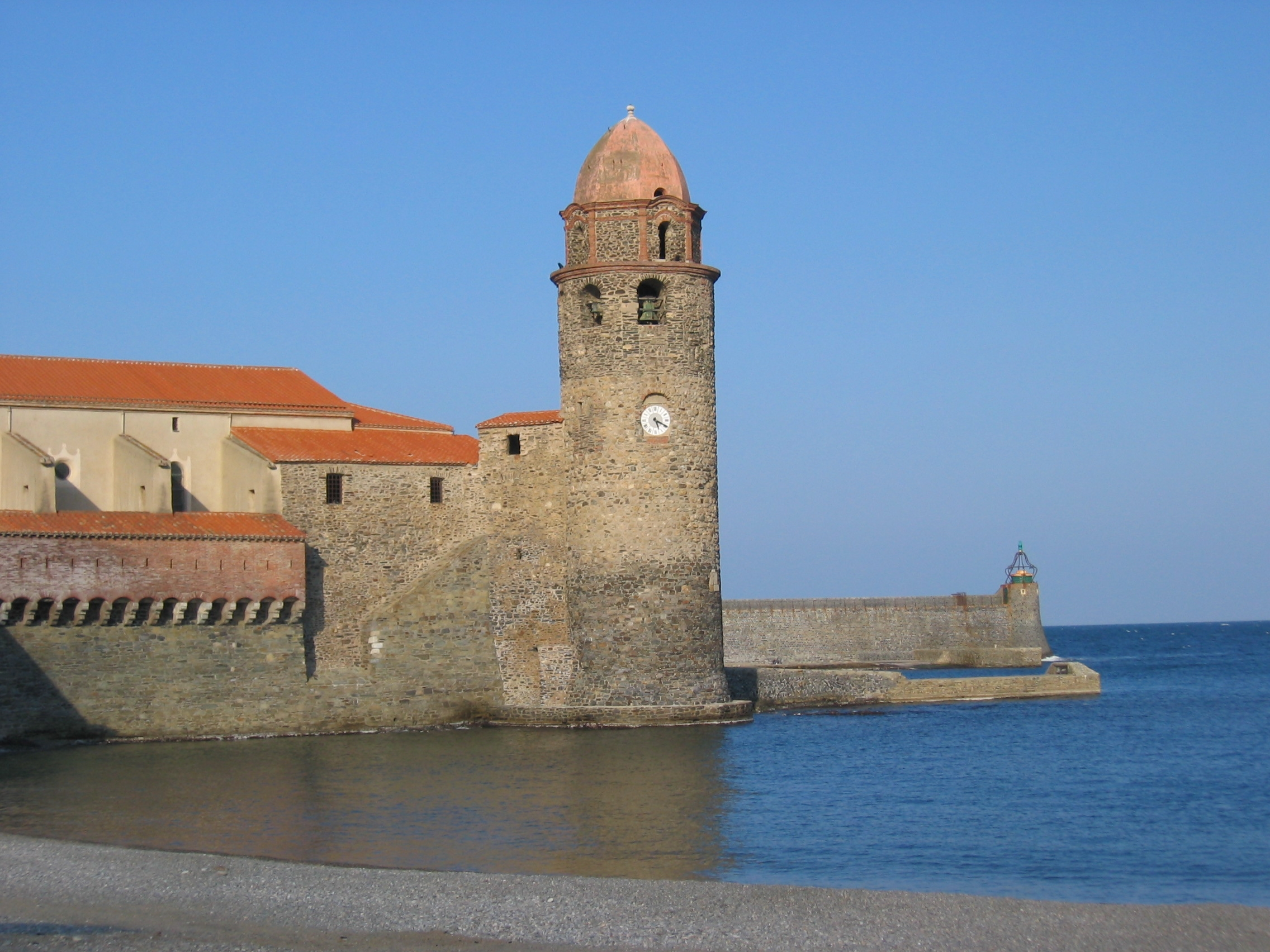
Cotlliure
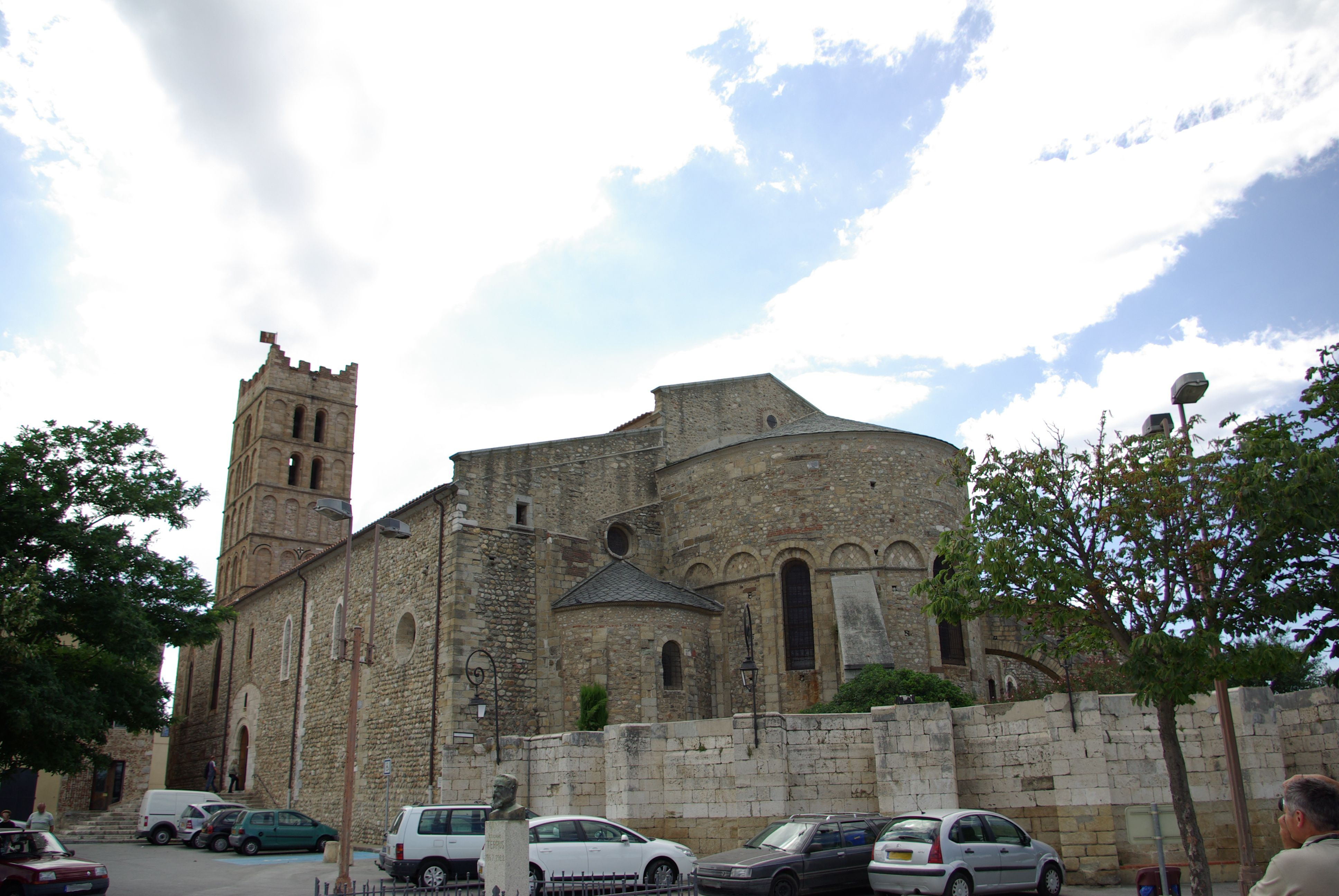
La catedral d'Elna
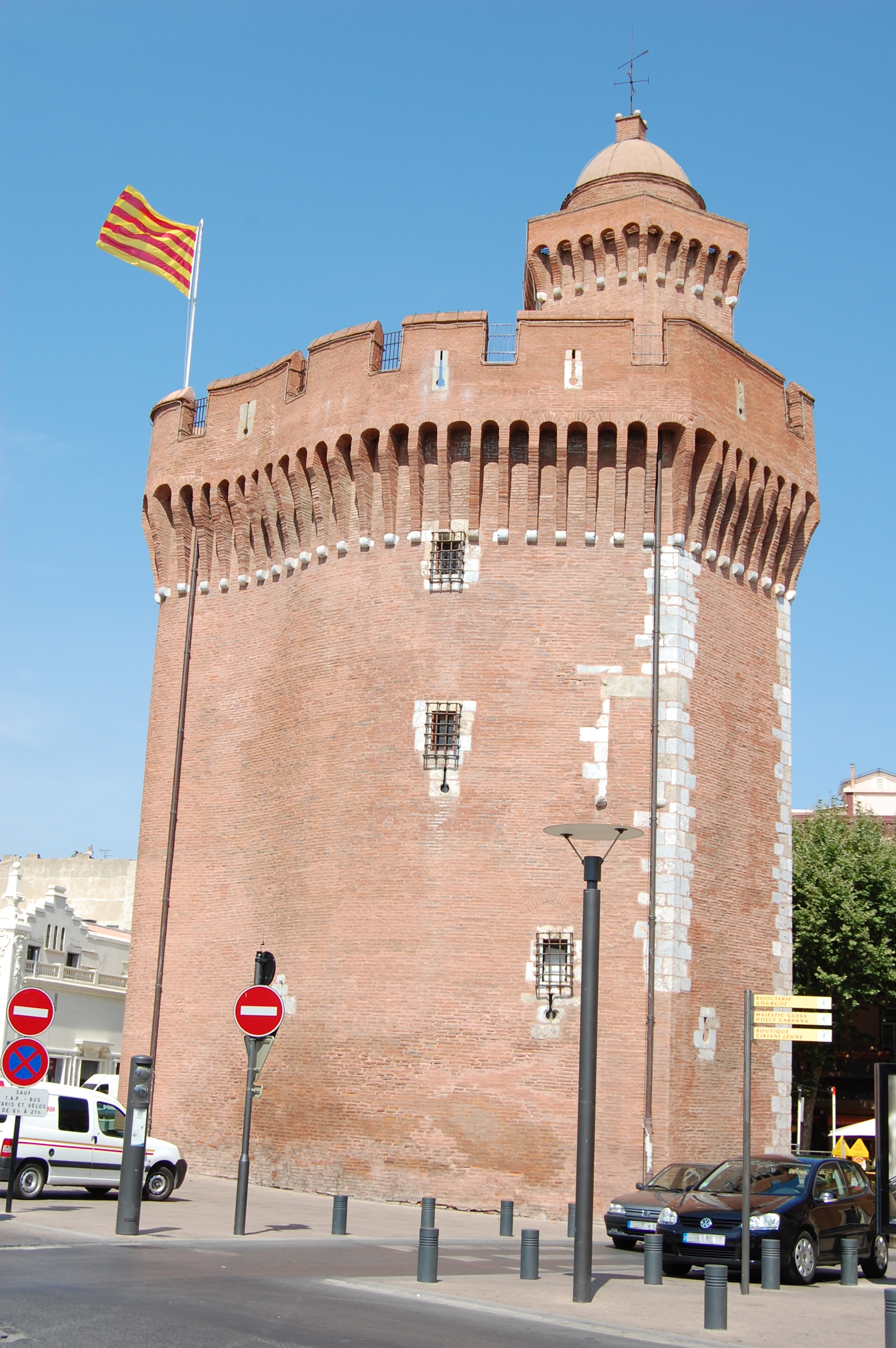
El castellet de Perpinyà
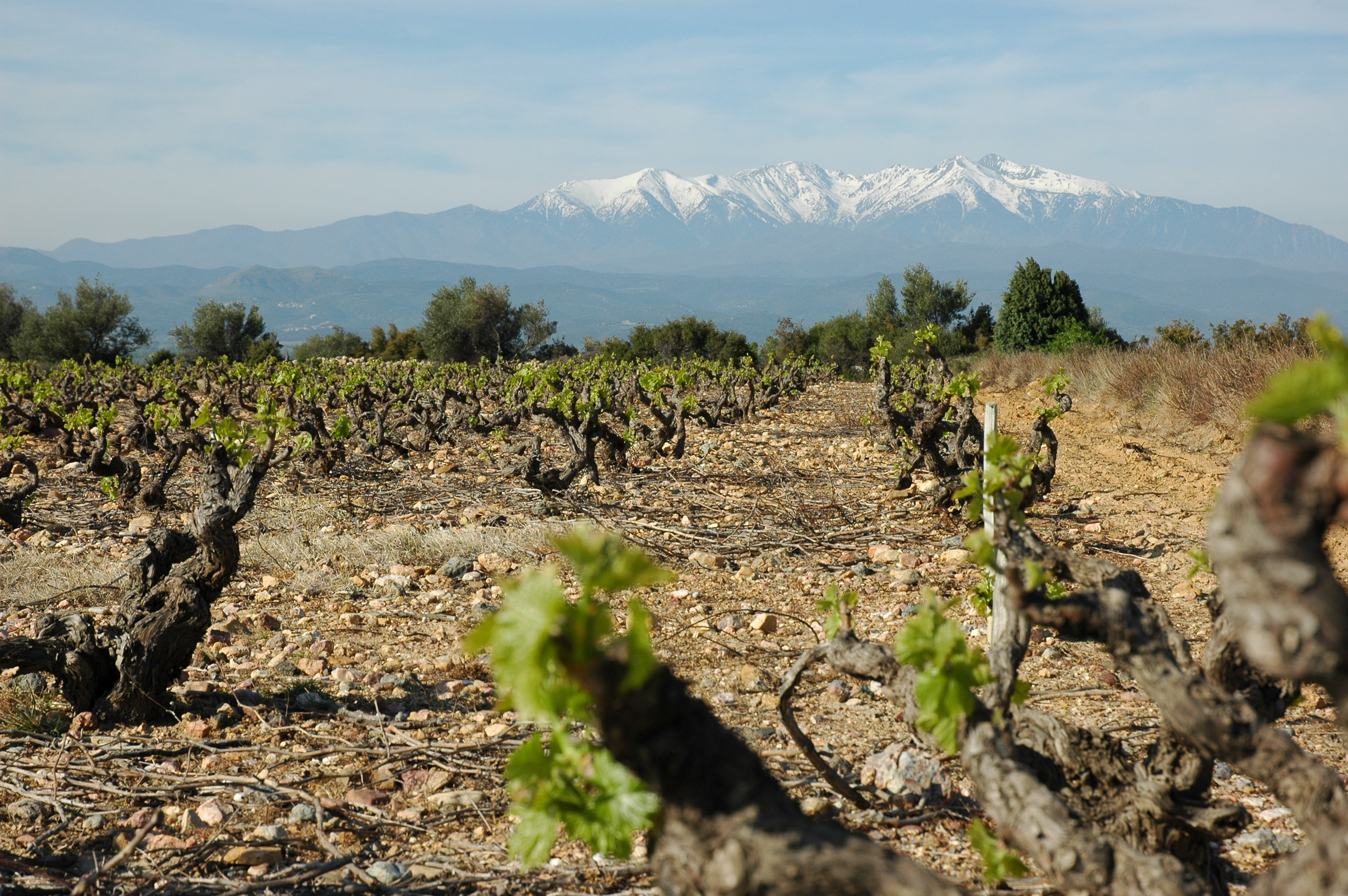
Vinyes a Ribesaltes amb el Canigó al fons
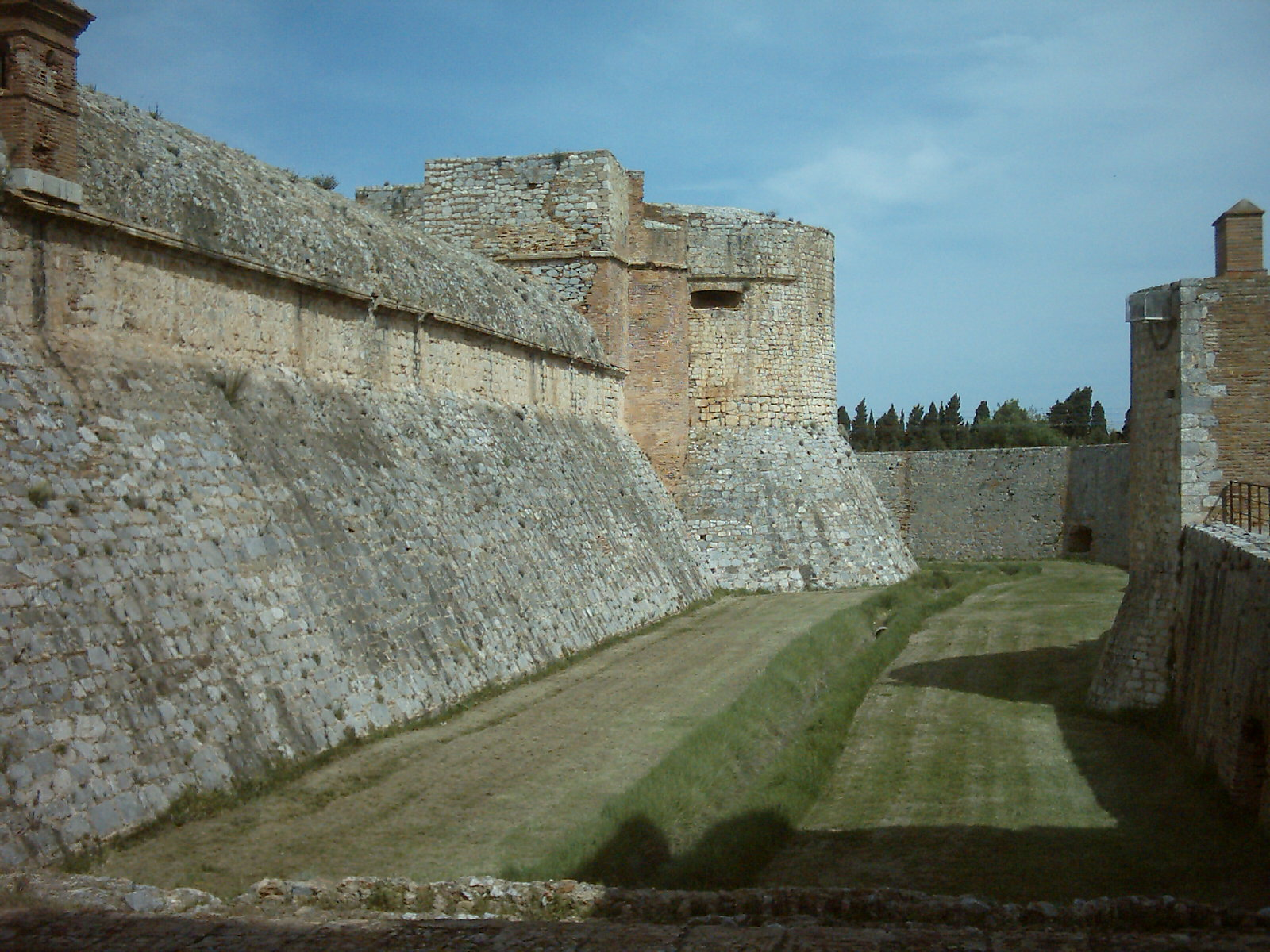
El castell de Salses
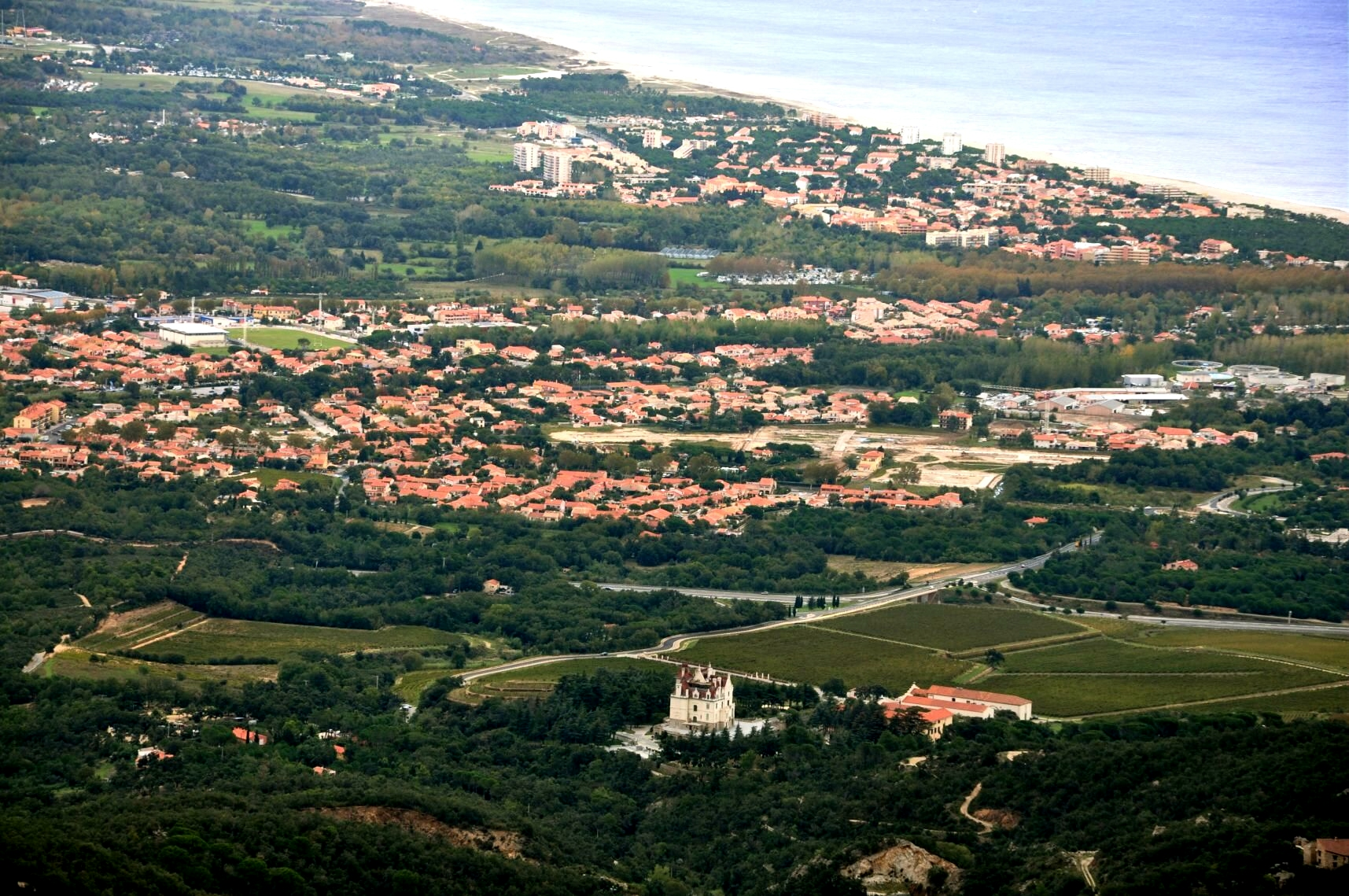
Argelers

Entitats supramunicipals existents al Rosselló:
La Comunitat d'aglomeració de Perpinyà-Mediterrània i les següents mancomunitats municipals
1. les Alberes
2. els Aspres
3. Ribesaltès-Aglí-Manadell
4. Rosselló Sud
5. Rosselló Conflent
6. la Costa Vermella
7. sector d'Il·liberis
8. Salanca-Mediterrània